# Qibi-Aszur
Qibi-Aszur (Qibi-Aššūr) – członek bocznej linii asyryjskiej rodziny królewskiej, pełniący urząd „wielkiego wezyra” (sukkallu rabiu) na dworze asyryjskiego króla Tukulti-Ninurty I (1243-1207 p.n.e.). Zarządzał asyryjską prowincją Hanigalbat i nosił nadany mu przez króla honorowy tytuł „króla Hanigalbatu” (šar māt Ḫanigalbat). Zaraz po królu pełnił urząd limmu (eponima). W trakcie wykopalisk w Aszur odnaleziono należącą do niego stelę.
Qibi-Aszur był synem księcia Ibaszi-ili (Ibašši-ilī), bratankiem króla Salmanasara I (1273-1244 p.n.e.) i wnukiem króla Adad-nirari I (1305-1274 p.n.e.). Jego syn Aszur-iddin i wnuk Ili-pada sprawowali podobnie jak on urząd „wielkiego wezyra” na dworze asyryjskim. Ninurta-apil-Ekur (1191-1179 p.n.e.), prawnuk Qibi-Aszura, zasiadł na asyryjskim tronie.